# Cluemaster
Cluemaster (El amo de las pistas en español) (Arthur Brown) es un supervillano ficticio que aparece en los cómics estadounidenses publicados por DC Comics, comúnmente como un adversario del superhéroe Batman, así como un enemigo recurrente de Tim Drake, el tercer Robin. Cluemaster apareció por primera vez en Detective Comics # 351 (mayo de 1966) y fue creado por Gardner Fox y Carmine Infantino.
Un presentador fallido de un programa de juegos, el personaje se convirtió en un criminal que deja pistas sobre sus crímenes, pero a diferencia de las pistas de Riddler, no están en forma de acertijos. También es el padre de Stephanie Brown, quien se convirtió en la justiciera Spoiler y más tarde en el cuarto Robin y la cuarta Batgirl.
Cluemaster apareció en la segunda temporada de la serie Arrowverso Batwoman interpretado por Rick Miller. Ethan Embry interpretó a Arthur Brown en Gotham Knights.

## Historial de publicaciones
Cluemaster apareció por primera vez en Detective Comics  # 351 (mayo de 1966) y fue creado por Gardner Fox y Carmine Infantino.

## Historia del personaje
El Cluemaster comienza su campaña criminal con un atrevido pero infructuoso intento de conocer la identidad de Batman y ganar ventaja en la lucha. El regresa a Gotham para una revancha con Batman, luego aparece en varias escenas de multitudes de supervillanos a lo largo de los años.
Con varios otros villanos, Cluemaster se convierte en miembro de la Liga de la Injusticia, un equipo de supervillanos desafortunados que, cuando se unen, se vuelven aún menos exitosos que en sus carreras individuales. La Liga de la Injusticia ha sido derrotada una y otra vez por la Liga de la Justicia Internacional, al menos cuando no están haciendo el hazmerreír de sí mismos. Tratando de reformarse, los miembros se convierten más tarde en el núcleo del igualmente ridículo equipo de héroes de la Liga de la Justicia de la Antártida. Ellos ayudan a la Liga de la Justicia cuando el enlace de JLI, Maxwell Lord, está en coma, pero más tarde se reforman como la Liga de la Injusticia como secuaces de Sonar.
Cluemaster reaparece en Detective Comics #647 de Chuck Dixon y Tom Lyle. En esta historia de tres números, Cluemaster se ha reformado y ha sido liberado de la Penitenciaría de Blackgate. Curado de su compulsión por dejar pistas, Cluemaster originalmente se une a una pandilla y planea sus atracos a cambio del 10 por ciento de sus ganancias. Más tarde mata al líder asfixiándolo con un polímero fuerte sobre la boca y la nariz, y comienza a planear un atraco maestro.
Durante este tiempo, se revela que Arthur Brown tiene una hija llamada Stephanie a través de una mujer llamada Crystal Brown, pero rara vez pasa tiempo con ella debido a los largos períodos de encarcelamiento. Stephanie se enfurece cuando descubre que él ha vuelto al crimen sin necesidad de dejar pistas. Haciéndose un disfraz, ella se hace llamar Spoiler, descubre los planes de su padre y deja pistas para que la policía y Batman puedan detenerlo. Robin ve a Spoiler en los tejados durante una redada policial en el apartamento de Cluemaster y la desenmascara, aunque ella incapacita a Robin golpeándolo en la cara con un ladrillo. Robin la rastrea y Batman, Robin y Spoiler ponen en marcha un plan para acabar con Cluemaster. A Spoiler se le prohibió ir al busto porque solo estaba motivada por la venganza. Al atrapar a Cluemaster en su atraco al centro comercial mientras transporta un bote de vidrio gigante con dinero por aire, Cluemaster toma a Stephanie como rehén sobre el bote, sosteniendo un vial de ácido a su cara mientras Batman intenta detenerlo. Batman le dice a Cluemaster que se detenga y Cluemaster, pensando que Batman solo le dará una conferencia sobre cómo es moralmente incorrecto desfigurar a un niño, se sorprende cuando Batman simplemente revela que Spoiler es su hija. Spoiler usa el impacto de la revelación para ganar ventaja y usa una de las cadenas unidas al Gunship que levanta el bote para estrangular a Cluemaster, pero Batman lo impide. Cluemaster es llevado de regreso a Blackgate.
Cada vez que Cluemaster escapa o comienza un nuevo plan, Stephanie se vuelve a poner su disfraz para frustrarlo. Finalmente, se da cuenta de que disfruta ser una heroína y comienza a patrullar regularmente como Spoiler. Por un breve período de tiempo incluso reemplaza a su novio, Tim Drake, como Robin.

### Muerte aparente
Cluemaster y sus compañeros de equipo en la Liga de la Injusticia se ofrecen como voluntarios para unirse al segundo Escuadrón Suicida, un grupo sancionado por el gobierno de los EE. UU., a cambio del perdón total de sus crímenes. El Cluemaster también espera que Stephanie se sienta orgullosa de él. Durante la misión, que implica lidiar con terroristas y un experimento genético enamorado, Cluemaster ve morir a sus amigos, Big Sir, Clock King y Multi-Man (aunque Multi-Man tiene el poder de renacer de nuevo). En la batalla caótica resultante, Cluemaster aparentemente salva la vida del Mayor Desastre dos veces, aunque el Mayor admite que la situación era confusa. Se ve a Cluemaster disparado muchas veces en el pecho. Sobrevive a este incidente, con un año de recuperación en el hospital y muchas, muchas cicatrices. El se siente alentado por los pensamientos de su hija.
Cuando sale y descubre que su hija ha sido asesinada, asume la identidad secreta de Aaron Black y crea la "Campaña por la culpabilidad", culpando a Batman por su participación en la muerte de Stephanie, diciendo que ella no era la primera niña que trabajaba con Batman a morir, y que Batman debe ser llevado ante la justicia.
Más tarde se revela que Stephanie sobrevivió al incidente que todos creían que la había matado y pasó un tiempo recuperándose en el extranjero.
Robin (vol. 2) # 177 fue planeado por Chuck Dixon con la intención de presentar a Cluemaster, pero el éxodo abrupto de Dixon de DC significó que el problema se descartó.
Cluemaster finalmente reaparece después de que Stephanie Brown se haya convertido en la nueva Batgirl. Se revela que es el hombre que ha estado financiando a los Reapers, un grupo de jóvenes supervillanos que han estado luchando contra Batgirl.

### The New 52
En septiembre de 2011, The New 52 reinició la continuidad de DC. En esta nueva línea de tiempo, como parte de la historia de Maldad Eterna, Cluemaster se encuentra entre los villanos que el Sindicato del Crimen de América reclutó para unirse a la Sociedad Secreta de Super Villanos.
Cluemaster aparece como un villano en la serie Batman: Eternal, conspirando con varios otros villanos menores cuando es interrumpido por su hija, Stephanie Brown, quien escucha parte de la conspiración de su padre y sus asociados. Esta es la primera aparición completa de Cluemaster en la continuidad de New 52. Más tarde se revela que es el autor intelectual final detrás del ataque sistemático a Batman por parte de varios villanos; Inspirado por una vieja teoría que tenía cuando hablaba con otros villanos de menor categoría de que podían tomar medidas mientras Batman estaba ocupado con los criminales más grandes, envió invitaciones a otros enemigos de las grandes ligas para que tomaran medidas después de la caída del Comisionado Gordon, y luego, todo lo que tenía que hacer era poner una droga básica de control mental en el café de Gordon para hacerle ver una amenaza que no estaba allí y dejar que los otros villanos hicieran lo que quisieran, adivinando correctamente que a Batman nunca se le ocurriría mirar a un pequeño -temporizador cuando tantos villanos más grandes estaban jugando un papel en el plan. Aunque Brown logra capturar y desenmascarar a Batman, Bruce puede escapar de sus ataduras y contraatacar, pero ha recibido tal paliza en el transcurso de la historia que Cluemaster logra dominarlo, solo para que Lincoln March aparezca detrás de Cluemaster y cortarle la garganta, revelando que financió los planes de Cluemaster únicamente para poder matar a Batman en este punto en secreto.

### DC Renacimiento
En 2016, DC Comics implementó otro relanzamiento de sus libros llamado "DC: Renacimiento", que restauró su continuidad a una forma muy similar a la anterior a "The New 52". Durante "La guerra de las bromas y los acertijos", se ve a Cluemaster como miembro del equipo de Joker. Después de que Batman se une a la guerra del lado de Riddler y comienza a eliminar a los aliados de Joker uno por uno, Cluemaster le sugiere a Kite Man que se dejen vencer en lugar de huir y enfrentar la ira de ambos capos. Sin embargo, el Espantapájaros, uno de los aliados de Riddler, lo gasea y lo saca del conflicto.
En un arco de la historia de tres números que comienza en Batgirls # 13 (febrero de 2023), Cluemaster secuestra a Stephanie e intenta matarla, pero es frustrado por Cassandra Cain.

## Poderes y habilidades
A diferencia de la mayoría de los villanos de Batman, Cluemaster está completamente cuerdo, lo que le da una relación única con Batman. Cluemaster no tiene poderes o habilidades metahumanos. Tiene una serie de bolitas de plasti-vidrio pegadas al frente de su uniforme. Los perdigones contienen varias armas ofensivas que incluyen: bengalas incendiarias cegadoras, humo, gas incapacitante y explosivos.

## Otras versiones

### Un mundo sin Justicia Joven
En la línea de tiempo alternativa de World Without Young Justice, aparece Arthur bajo el título "Crypto-King". Cuando su esposa Crystal decidió entregarlo al Departamento de Policía de Gotham City, él la obligó a tomar una sobredosis de sus pastillas favoritas. En la noche de su gran plan, descubrió que su hija Stephanie lo estaba esperando y planeó que sufriera una sobredosis. Al darse cuenta de que ella podría forzarlo físicamente a una sobredosis, trató de huir. Cuando Batman vino a intervenir, ella aprovechó la oportunidad para empujarle las pastillas por la garganta, matándolo.

### Flashpoint
En la línea de tiempo alternativa del evento Flashpoint, Cluemaster está encarcelado en la prisión militar Doom. Posteriormente, es asesinado por Eel O'Brian, quien se esconde dentro del cuerpo de Cluemaster y lo mata para liberar a Heat Wave.

## Apariciones en otros medios

### Televisión
- Una versión considerablemente diferente de Cluemaster ha aparecido en la serie animada The Batman con la voz de Glenn Shadix cuando era adulto y de Kath Soucie cuando era niño. Allí, Arthur Brown busca vengarse de la gente a la que considera culpable de hacer trampa con la última pregunta de "Think Thank Thunk", un programa televisivo de juegos donde él compitió cuando era niño. Brown fue un niño genio campeón del programa para chicos "Think Thank Thunk". Pero un día, luego de doce semanas seguidas de triunfos, fue derrotado al decir una fecha incorrecta y, en su mente de niño, esto significó una inmensa tragedia que lo marcó para toda la vida. Su madre arruinó el futuro del programa al demandar al canal televisivo, afirmado que el programa estaba arreglado. Sin embargo, Ross (el presentador) y Bert (el productor) tenían amigos con cargos muy importantes que anularon la demanda. Desde entonces, Brown vivió engañado pensando que le habían robado su título de campeón, abandonó la escuela y jamás intentó progresar en la vida. Durante este episodio, aún vive con su madre que se ha quedado ciega y cree que Brown todavía es un niño. Él se pasa todo el tiempo viendo una y otra vez el momento en que su vida fue destrozada, y comiendo Kremelos, una barra de chocolate ficticia de la que recibió un suministro vitalicio como premio consuelo. Cluemaster desea vengarse del productor del programa, de su presentador y del participante que lo derrotó. Luego de humillarlos en público, los secuestra y los obliga a participar de un juego ridículamente injusto donde perder significa la muerte. Batman consigue rescatarlos jugándose un "todo o nada" y dejando perplejo a Cluemaster con la única pregunta que no conoce respuesta: la identidad de Batman. Perdiendo los estribos, Cluemaster trata de desenmascararlo pero es vencido y (seguramente) encerrado en el Asilo Arkham.
- Cluemaster aparece en Batman: The Brave and the Bold episodio "Un murciélago dividido". Se lo ve en un bar poblado por supervillanos de la lista D cuando Firestorm y los tres Batmen aparecen.
- Cluemaster aparece en el episodio de Batwoman, "I'll Give You a Clue", interpretado por Rick Miller. Esta versión es el presentador despedido de "Quiz Bowl" que fue arrestado por Sophie Moore durante su carrera anterior en los Crows después de recibir un aviso anónimo de su hija Stephanie sobre sus actividades ilegales. Cluemaster fue encarcelado en la Penitenciaría Blackgate. 5 años más tarde, Cluemaster escapó de la Penitenciaría Blackgate y comenzó a usar pistas para superar a Sophie Moore, lo que implicó colocar a Stephanie en una caja que se puede abrir cuando se dispara a los objetivos en el orden correcto con el antídoto para el veneno que se usa en ella cerca para usar un bomba de presión en su antiguo programa de juegos para poner a prueba el conocimiento de Sophie sobre Batman y Batwoman. Afuera de su antigua casa, Cluemaster se enteró de Stephanie que ella le avisó a Sophie Moore hace 5 años, lo que hizo que Cluemaster usara gas knockout con ella. Con Stephanie en el auto con él Cluemaster comenzó a llenar el auto con gasolina hasta que Luke Fox apareció y rompió la ventana. Más tarde, Cluemaster es subido a una ambulancia cuando Luke le dice a Stephanie que los médicos esperan que se recupere por completo.
- Cluemaster aparece en Gotham Knights, interpretado por Ethan Embry.[22] Esta versión tiene una esposa alcohólica llamada Crystal, que él trabaja para mantener en secreto de los medios de comunicación para que no arruine su reputación como presentador de Quiz Bowl.

### Videojuegos
En Batman: Arkham Knight, hay un cartel del programa de juegos de Arthur Brown "Price Change" en la entrada de Panessa Film Studios. Su alter ego villano se menciona durante una conversación entre algunos matones donde lo compararon con Riddler.